# 2786 Grinevia
2786 Grinevia (1978 RR5) là một tiểu hành tinh vành đai chính được phát hiện ngày 6 tháng 9 năm 1978 bởi Chernykh, N. ở Nauchnyj.